# Augustin Bizimungu
Augustin Bizimungu (ur. 28 sierpnia 1952) – były generał Sił Zbrojnych Rwandy (Forces armées rwandaises, FAR). 
Po śmierci prezydenta Juvénala Habyarimany w katastrofie lotniczej został awansowany do stopnia generała-majora i mianowany szefem sztabu armii. W dniu 12 kwietnia 2002 roku Międzynarodowy Trybunał Karny dla Rwandy (International Criminal Tribunal for Rwanda, ICTR) wydał nakaz aresztowania. W sierpniu 2002 roku aresztowano go i oddano do dyspozycji Międzynarodowego Trybunału Karnego dla Rwandy z siedzibą w Tanzanii. Proces odroczono do września 2008 roku, po czym Bizimungu był sądzony wraz z innymi oficerami FAR. W dniu 17 maja 2011 roku został skazany na trzydzieści lat więzienia za udział w ludobójstwie.